# Hraniční oblast 38 (mobilizace 1938)
Hraniční oblast 38 byla vyšší jednotkou československé armády, složením odpovídající přibližně divizi, působící v době mobilizace v roce 1938 v rámci Hraničního pásma XIV a jejím úkolem byla obrana hlavního obranného postavení v úseku od Vranova nad Dyjí po soutok Moravy a Dyje. Celková délka hlavního obranného postavení činila 113 km.
Velitelem Hraniční oblasti 38 byl brigádní generál Miloš Kudrna
Stanoviště velitele se nacházelo v Brně.

## Úkoly Hraniční oblasti 38
Úkolem Hraniční oblasti 38 (HO 38) byla obrana hlavního obranného postavení ve velmi exponované oblasti jižní Moravy, kde byl očekáván úder nepřítele (konkrétně německé 14. armády) na všeobecném směru Vídeň-Brno. Část obranného postavení byla opřena o tok řeky Dyje, což zvyšovalo šanci na úspěšnou obranu, na druhé straně neprobíhala v této oblasti až do anšlusu Rakouska intenzivnější výstavba lehkého opevnění a přes značné úsilí se během roku 1938 podařilo stavebně dokončit pouze 80% z plánovaných 771 objektů a pouze 6 z plánovaných 31 obkjektů těžkého opevnění.
Vzhledem k riziku průlomu nepřítele v oblasti HO 38 byly ve druhém sledu obrany připraveny k případnému zásahu na směru nepřátelského útoku dvě pěší divize V. sboru.

## Podřízené jednotky
- pěší pluk 24 (SV Znojmo)
- pěší pluk 11 (SV Litobratřice)
- pěší pluk 10 (SV Podivín)
- dělostřelecký pluk 38
- dělostřelecký pluk 134 (2 oddíly)
- smíšený přezvědný oddíl 38
- improvizovaný obrněný vlak 38
- telegrafní prapor 38
- ženijní rota 30
- čety tančíků 12 a 13